# Télégraphe de Morse

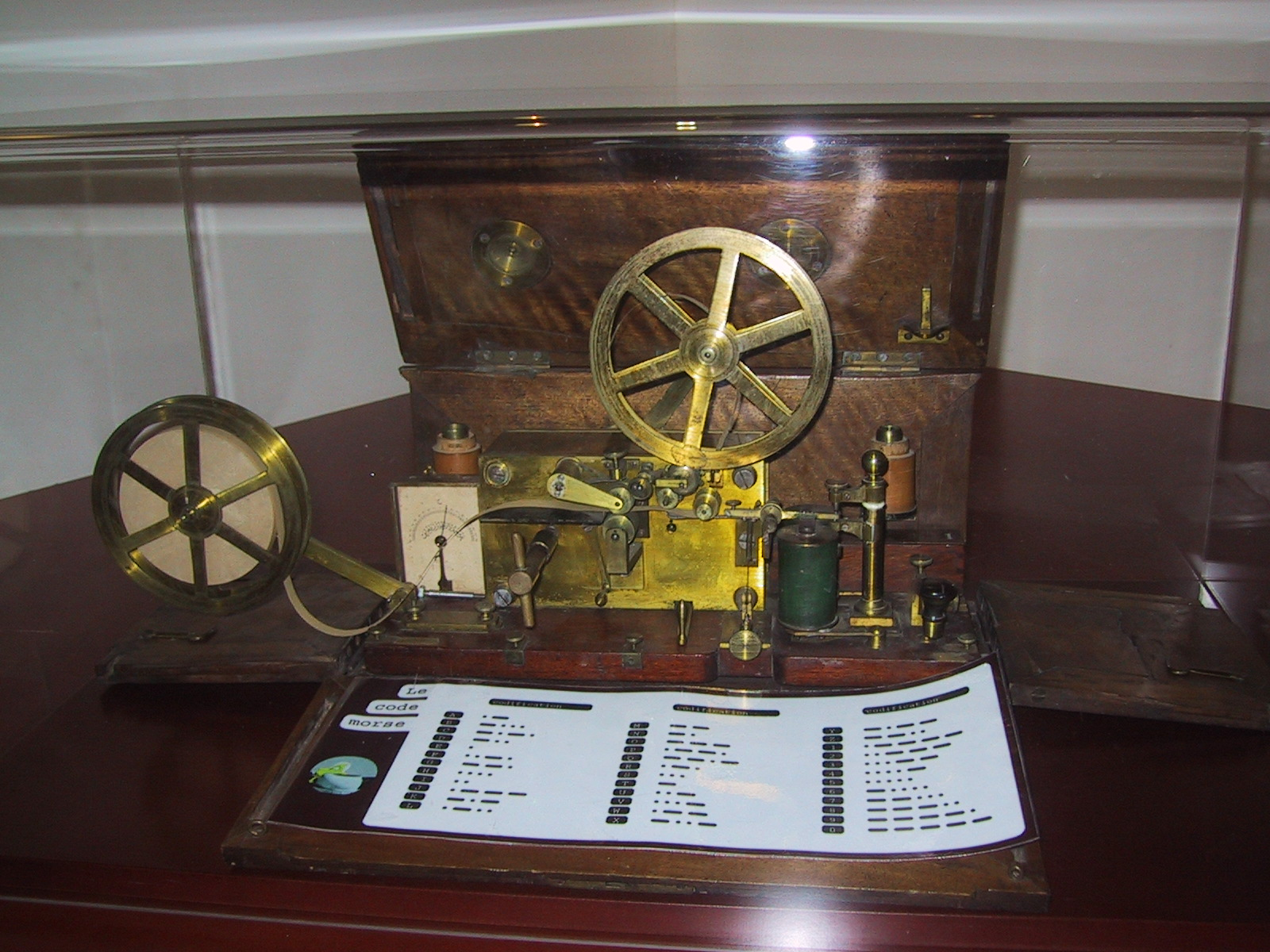
Le télégraphe de Morse de 1837.

Le télégraphe de Morse est l'un des tout premiers télégraphes électriques, réalisé par le peintre et inventeur américain Samuel Morse en 1837.

## Histoire

### Découverte de l'électromagnétisme et premiers travaux

#### Contexte
Au début du XIXe siècle, les expérimentateurs européens font des progrès dans le domaine des systèmes de signalisation électrique, en utilisant diverses techniques, notamment l'électricité statique et l'électricité provenant de piles voltaïques produisant des changements électrochimiques et électromagnétiques. Ces conceptions expérimentales ont été les précurseurs d'applications télégraphiques pratiques.
Samuel Morse (1791-1872) embrasse d'abord une carrière d'artiste, étudiant la sculpture et la peinture aux États-Unis, puis en France et en Italie. Lors de son voyage de retour d'Europe à bord du Sully en 1832, il entend une conversation sur la récente découverte de l'électroaimant et s'y intéresse par curiosité en se plongeant dans les travaux d'André-Marie Ampère. Il discute de ce sujet avec le géologue Charles Thomas Jackson.
Il commence ainsi à réfléchir à la façon d'utiliser l'électricité pour la communication à distance,.

#### Premiers prototypes
Il pourrait avoir conçu son premier prototype fonctionnel dès 1835, mais il se consacre à l'art, son enseignement ainsi que ses activités politiques. Il se repenche à nouveau sur son invention en 1837 et Morse se heurte au problème de la transmission d'un signal télégraphique sur plus de quelques mètres de fil. Leonard Gale (en) (1800-1883), qui enseigne la chimie à l'université de New York, présente alors à Morse les travaux de Joseph Henry (1797-1878) sur l'électromagnétisme. Les électroaimants lui permettent d'introduire des circuits supplémentaires ou des relais à intervalles réguliers et ainsi d'envoyer des messages sur plusieurs kilomètres. C'est la grande avancée qu'il recherchait.
La longueur maximale d'une ligne atteint ainsi 16 km, alors que les premiers travaux de Morse n'allaient pas au-delà de 12 m. 
Il reçoit aussi une aide matérielle : son ami le machiniste Alfred Vail (1807-1859) lui fournit des matériaux et de la main-d'œuvre pour construire des modèles de télégraphe dans l'usine de sa famille à Morristown (New Jersey) et convainc son père d'investir 2 000 $. Le 11 janvier 1838, Morse et Vail font la première démonstration publique du télégraphe électrique dans l'usine sidérurgique Speedwell de Morristown, voisine de celle de la famille de Vail. Sans le répéteur, Morse conçoit un système de relais électromagnétiques. La portée du télégraphe est limitée à 3,2 km, la longueur du fil que les inventeurs ont tiré à l'intérieur de l'usine grâce à un système élaboré. La première transmission publique, avec le message « A patient waiter is no loser » (« Une personne qui attend patiemment n'est pas un perdant »), a été observée par une assistance essentiellement locale,. Ils parviennent ainsi à faire fonctionner leur premier télégraphe électrique,, et ils pousseront leurs tentatives jusqu'à 16 km.

#### Autres télégraphes et primauté de l'invention
En parallèle, et sans que chacun soit au courant des travaux de l'autre, les Britanniques William Fothergill Cooke et Charles Wheatstone présentent toujours en 1837 un premier télégraphe mécanique aux directeurs du Liverpool and Manchester Railway, puis leur propre télégraphe électrique, à quatre aiguilles, installé entre deux gares de Londres le long d'une ligne ferroviaire en cours de construction. Ils en obtiennent un brevet et il fait l'objet d'une démonstration réussie le 25 juillet 1837, sur le chemin de fer de Londres et Birmingham, ce qui en fait le premier télégraphe commercial.
Auparavant, le télégraphe de Schilling est un type de télégraphe à aiguilles qui utilise une bobine de fil comme électroaimant pour dévier un petit aimant en forme d'aiguille de boussole. La position de l'aiguille transmet l'information télégraphiée à la personne qui reçoit le message. Pavel Schilling en fait la démonstration à Saint-Pétersbourg en 1832, mais le système n'est pas achevé, Schilling mourant prématurément. Carl Friedrich Gauss et Wilhelm Eduard Weber inventent le premier télégraphe électrique opérationnel en 1833, qui permet de relier l'observatoire de Göttingen à l'Institut de physique, situé à environ 1 km, pendant les recherches expérimentales sur le champ magnétique terrestre. Gauss, Weber et Carl August von Steinheil (en 1837) ont utilisé des codes avec des longueurs de mots variables pour leurs systèmes télégraphiques. En 1841, Cooke et Wheatstone ont construit un télégraphe qui imprimait les lettres d'une roue de caractères frappées par un marteau.
Pourtant, dans une lettre de 1848 adressée à un ami, Morse décrit la vigueur avec laquelle il s'est battu pour être désigné comme l'unique inventeur du télégraphe électromagnétique, malgré les inventions précédentes :

« J'ai été si constamment dans la nécessité de surveiller les mouvements de l'ensemble le moins scrupuleux de pirates que j'ai jamais connu, que tout mon temps a été occupé à me défendre, à mettre en forme les preuves que je suis l'inventeur du télégraphe électromagnétique ! Auriez-vous cru, il y a dix ans, qu'une question puisse être soulevée à ce sujet ? »

— Samuel Morse.

### Code Morse et fonctionnement du télégraphe

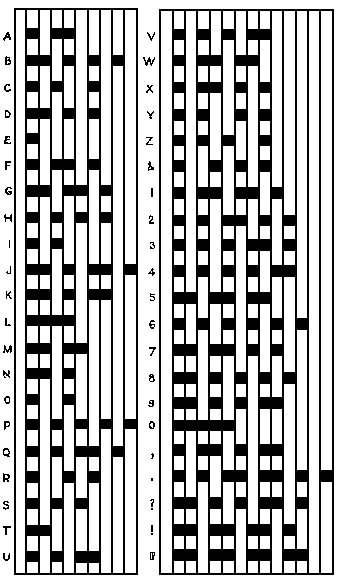
Le code Morse original ou code Morse américain, désormais obsolète.

Le système a besoin d'une méthode pour transmettre un langage naturel en utilisant uniquement des impulsions électriques et le silence qui les sépare. Vers 1837, Morse développe ainsi un précurseur du code Morse international moderne. Alfred Vail développe pour sa part un instrument appelé enregistreur pour enregistrer les messages reçus. Il marque des points et des tirets sur une bande de papier en mouvement à l'aide d'un stylet actionné par un électroaimant. En 1838, Morse et Vail mettent ainsi au point un code de points et de tirets permettant de transmettre un texte à l’aide de séries d’impulsions du courant électrique courtes et longues. Ce code est souvent attribué à Samuel Morse, ce qui est contesté car il est aussi attribué à Alfred Vail.
Le système Morse pour la télégraphie est conçu pour faire des indentations sur un ruban de papier lors de la réception de courants électriques. Le récepteur télégraphique original de Morse utilise un mécanisme d'horlogerie pour déplacer le ruban de papier. Lorsqu'un courant électrique est reçu, un électroaimant engage une bobine qui pousse un stylet sur la bande de papier en mouvement, faisant une indentation sur la bande. Quand le courant est interrompu, un ressort rétracte le stylet et la partie de la bande en mouvement reste non marquée. Le code morse est ainsi développé afin que les opérateurs puissent traduire les indentations marquées sur la bande de papier en messages textuels. Dans sa première conception d'un code, Morse prévoit de ne transmettre que des chiffres et d'utiliser un livre de codes pour rechercher chaque mot en fonction du numéro qui est envoyé. Cependant, le code est rapidement étendu par Alfred Vail en 1840 pour inclure des lettres et des caractères spéciaux, afin de pouvoir être utilisé de manière plus générale. Vail estime la fréquence d'utilisation des lettres dans la langue anglaise en comptant les caractères mobiles qu'il trouve dans les caissons de caractères d'un journal local de Morristown, dans le New Jersey. 

### Financement et version finale du télégraphe
En 1838, Morse se rend à Washington pour obtenir le parrainage fédéral d'une ligne télégraphique, sans succès. Il se rend en Europe, à la recherche à la fois de parrainages et de brevets, mais découvre à Londres que Cooke et Wheatstone y ont déjà établi leur primauté. Après son retour aux États-Unis, Morse obtient finalement le soutien financier de Francis Ormand Jonathan Smith (1806-1876), membre du Congrès du Maine. Ce financement est peut-être le premier exemple de soutien gouvernemental américain à un chercheur privé, en particulier le financement de la recherche appliquée (par opposition à la recherche fondamentale ou théorique).
En 1842, une ligne télégraphique sous-marine reliant l'île de Manhattan à Brooklyn et au New Jersey est construite en association avec Samuel Colt.
Morse fait son dernier voyage à Washington, D.C. en décembre 1842, en « tendant des fils entre deux salles de comité du Capitole, et en envoyant des messages dans les deux sens » pour faire la démonstration de son système télégraphique. Le Congrès alloue 30 000 $ en 1843 pour la construction d'une ligne télégraphique expérimentale de 61 km entre Washington et Baltimore, le long du chemin de fer de Baltimore and Ohio Railroad. Une démonstration impressionnante a eu lieu le 1er mai 1844, lorsque la nouvelle de la nomination de Henry Clay à la présidence des États-Unis par le parti Whig a été télégraphiée de la convention du parti à Baltimore au Capitole à Washington.
Le 24 mai 1844, la ligne est officiellement ouverte lorsque Morse envoie les mots désormais célèbres, « WHAT HATH GOD WROUGHT » (litt. « ce que Dieu a forgé », tiré de la Bible : « Quelle est l’œuvre de Dieu »,), sur les 71 km qui séparent le Capitole de Washington de l'ancien dépôt de Mt Clare (en) à Baltimore, à travers la ligne télégraphique Baltimore-Washington (en),. Son télégraphe peut transmettre à ce moment-là trente caractères par minute.
Il combine ainsi l'invention technique avec celle du code, ce qui va permettre de développer la construction de lignes télégraphiques aux États-Unis et dans le monde à partie de 1945, à la suite de la création de la Magnetic Telegraph Company, remplaçant définitivement la télégraphie optique par la télégraphie électrique. En mai 1845, la Magnetic Telegraph Company a été créée afin de construire des lignes télégraphiques de New York vers Philadelphie, Boston, Buffalo, New York et le Mississippi. Les lignes télégraphiques se sont rapidement répandues dans tous les États-Unis au cours des années suivantes, avec 12 000 miles de fil posés en 1850.

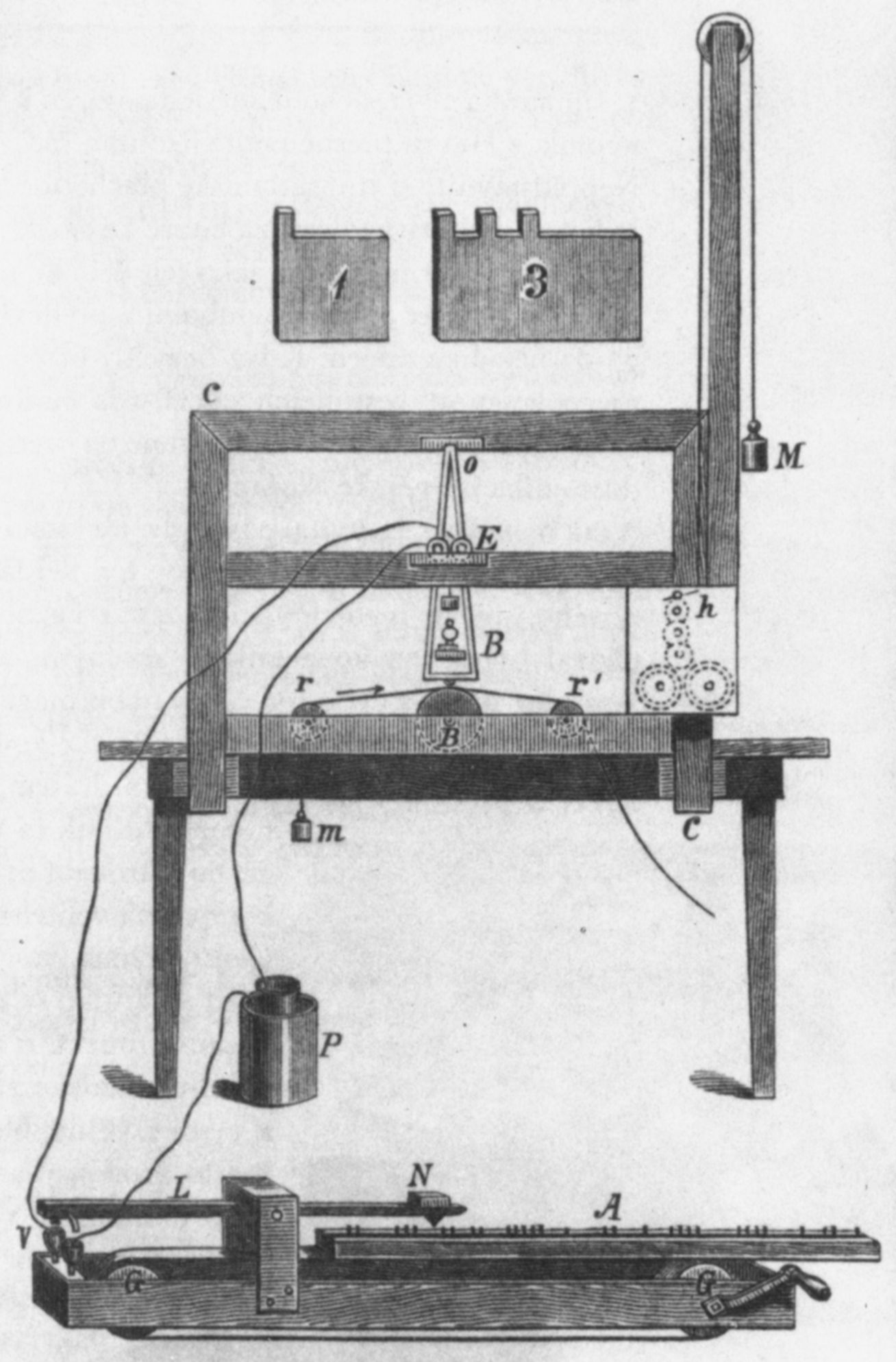
Schéma du télégraphe de Morse original.
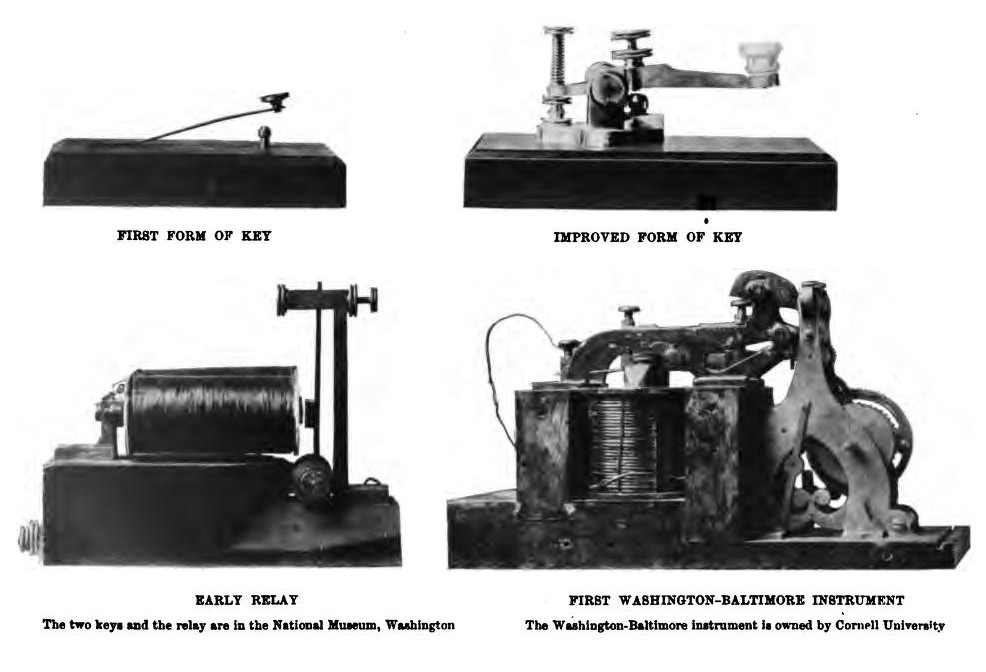
À gauche, les premiers prototypes de manipulateur et de récepteur ; à droite le manipulateur et le récepteur de 1844 à Baltimore[31].
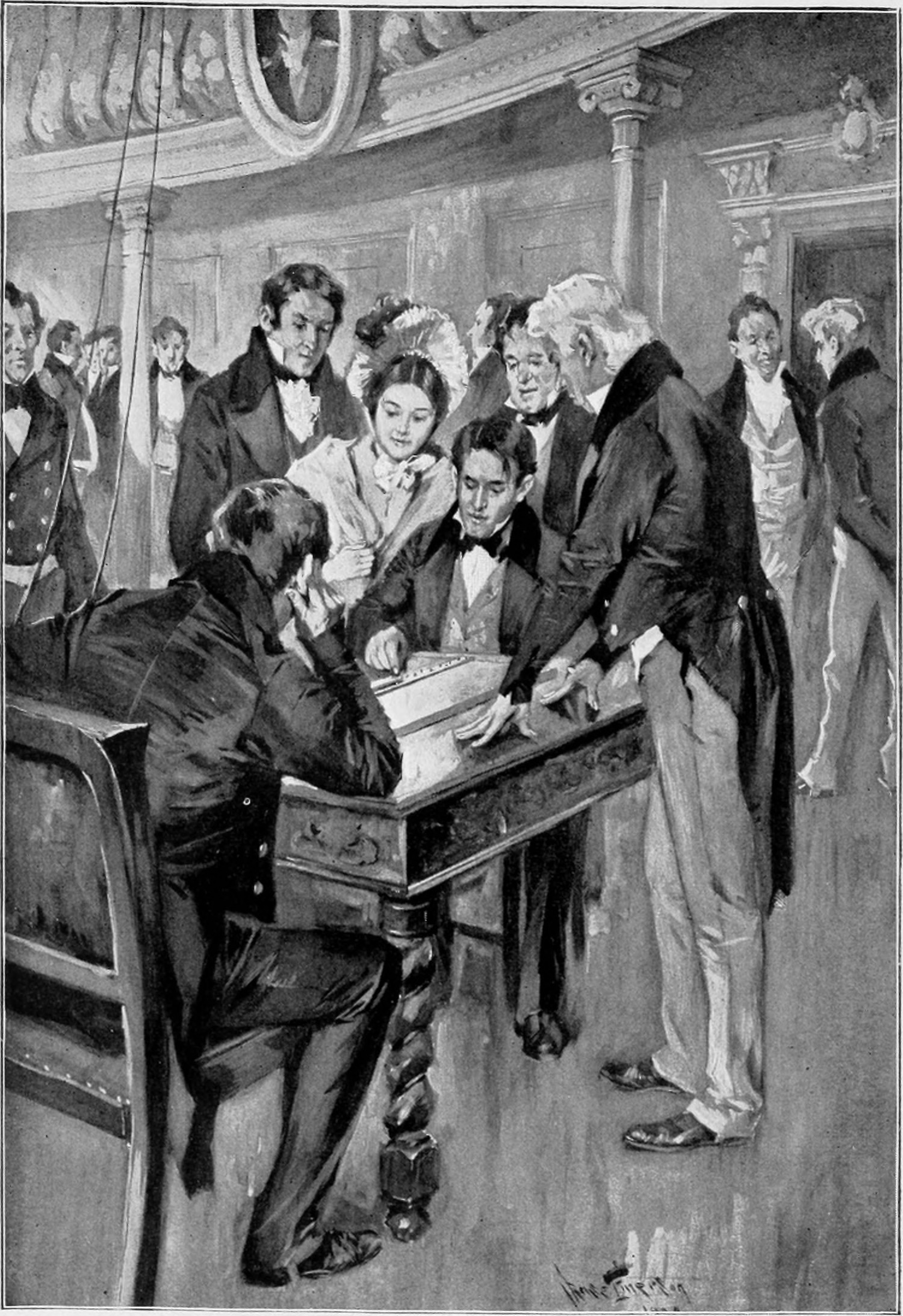
Illustration de 1900 de Samuel Morse envoyant le premier message longue distance (en), « What hat hath god wrought », le 24 mai 1844.

### Paternité
Dès le 23 septembre 1837, Morse et Vail sont associés : ils construisent une série d'instruments télégraphiques à leurs propres frais et déposent des brevets pour ceux-ci. En retour, Morse accorde à Vail une part du pourcentage des revenus des brevets aux États-Unis et la moitié de ceux-ci à l'étranger.
Un brevet est déposé en 1840.
Morse, Vail, Gale et Smith se déchirent lors de nombreux conflits juridiques sur la paternité du télégraphe ; la Cour suprême finit par octroyer à Morse les droits de brevet en 1854,. À mesure que les lignes télégraphiques s'allongent des deux côtés de l'Atlantique, la richesse et la renommée de Samuel Morse et de son système augmentent.